# NGC 185
NGC 185 (Caldwell 18) est une galaxie naine sphéroïdale. Elle fut découverte en 1787 par William Herschel et reconnue comme galaxie membre du Groupe local par Walter Baade en 1944.
Distante de 2,1 millions d’années-lumière du Système solaire, NGC 185 est un satellite de la galaxie d’Andromède et semble liée gravitationnellement à NGC 147 qui est toute proche.
Selon la base de données Simbad, NGC 185 est une galaxie de Seyfert de type 2.

## Un système binaire gravitationnellement lié
Vers la fin du siècle dernier, on a découvert que NGC 185 et NGC 147 formaient un couple binaire de galaxies, c'est-à-dire qu’elles constituent un système binaire gravitationnellement stable. Cependant, la légère galaxie naine Cassiopeia II semble aussi faire partie du système de NGC 147 et NGC 185, formant ainsi un groupe gravitationnellement lié au sein de l’intrigante population de petites galaxies satellites d’Andromède.

## Galerie

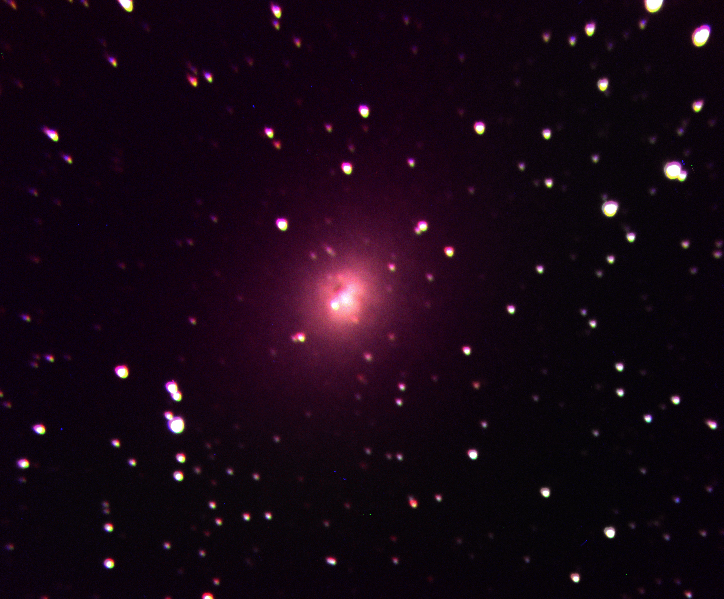
Par le télescope James Gregory à St Andrews en Écosse.
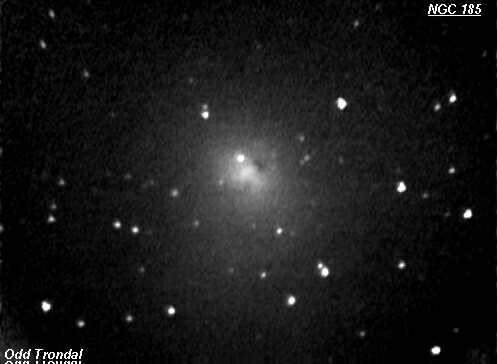
La galaxie naine NGC 185
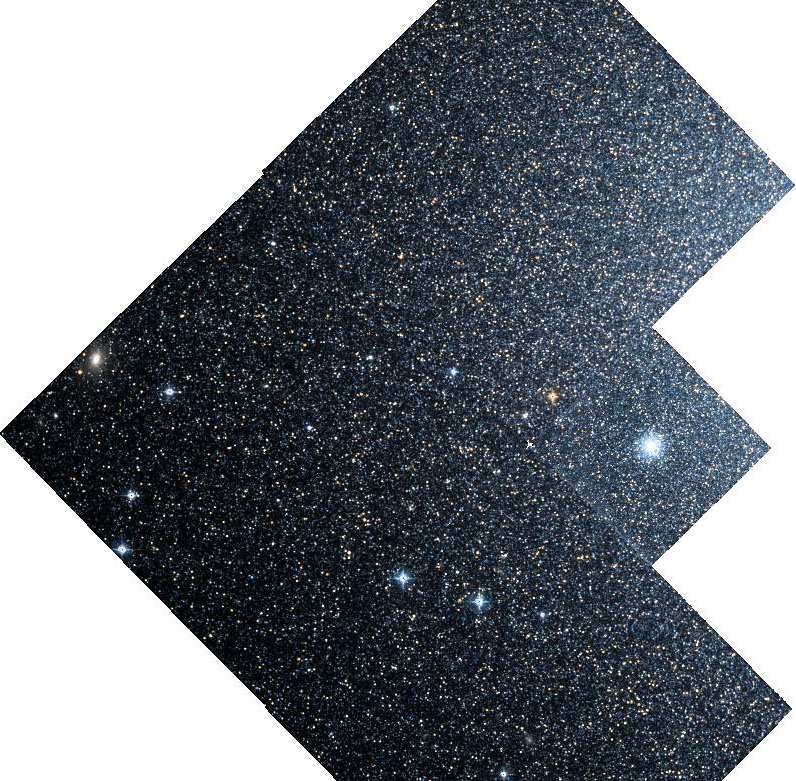
Par le télescope Hubble.